# Hermann Oeser (Schriftsteller)
Hermann Oeser (* 26. November 1849 in Lindheim/Hessen; † 3. Februar 1912 in Karlsruhe) war ein deutscher Pädagoge und Schriftsteller.

## Leben und Werk
Hermann Oeser war der Sohn des lutherischen Pfarrers Rudolf Oeser (1807–1859) und dessen Ehefrau Elmire geb. Wendeberg. Sein Vater veröffentlichte als Volksschriftsteller unter dem Pseudonym O. Glaubrecht.
Oeser war Doktor der Philosophie sowie Großherzoglich Badischer Hofrat. Er wurde 1874 Professor am Gymnasium in Worms. Dort heiratete er Ende März 1875 Louise Betz (* 1854), eine Tochter des dortigen Hofkonditors Johann Peter Betz. 1879 wechselte Oeser als Professor an das Lehrerinnenseminar Prinzessin-Wilhelm-Stift in Karlsruhe. In den Jahren 1881/1882 amtierte er als Rektor der Höheren Mädchenschule in Baden-Baden, kehrte dann jedoch an das Prinzessin-Wilhelm-Stift zurück, wo er bis zu seinem Tod dreißig Jahre lang als Direktor amtierte.
Oeser veröffentlichte zahlreiche volkstümliche Erzählungen und Betrachtungen, die von seiner evangelischen Frömmigkeit geprägt sind und nach dem Ersten Weltkrieg überwiegend vom Eugen Salzer-Verlag (teils in vielfachen Neuauflagen) verbreitet wurden. Er schrieb sowohl für die konservative Neue Christoterpe als auch für die liberale Christliche Welt. Oeser war zudem Mitglied der Karlsruher Freimaurerloge Leopold zur Treue.
Eine langjährige Freundschaft, die durch einen umfangreichen Briefwechsel dokumentiert ist, verband ihn mit der Schweizer Pädagogin Dora Schlatter. Dieser Briefwechsel wurde 1920 von seiner Witwe gemeinsam mit Salomon Schlatter in Buchform herausgegeben. 
Hermann Oeser erlitt während eines Vortrags einen Schlaganfall und starb an dessen Folgen Anfang Februar 1912. Sein Nachlass befindet sich im Stadtarchiv Karlsruhe.

## Familie
Nach dem frühen Tod seiner ersten Ehefrau im Jahr 1894 war Oeser ab 1895 in zweiter Ehe mit der 23 Jahre jüngeren Schweizerin Emmy geb. Jenny (1872–1955) verheiratet. Aus dieser Ehe gingen die Töchter Johanna (* 1896) und Gertrud (* 1902) sowie ein Sohn namens Gerhard (* 1898) hervor. Seine aus der ersten Ehe stammende Tochter Hedwig starb im November 1897 im Alter von 17 Jahren.

## Werke (Auswahl)
zu Lebzeiten:
- Stille Leute, Lebensbilder, Verlag R. Reich, Basel, 1890 u.ö., archive.org
- Des Herrn Archemoros Gedanken über Irrende, Suchende und Selbstgewisse, Verlag R. Reich, Basel 1892 u. ö. (8. Aufl. bei Eugen Salzer, Heilbronn digitalisiert bei Projekt Gutenberg)
- Am Wege und Abseits, Verlag R. Reich, Basel 1894 u. ö.
- Vom Tage, vom heute gewesenen Tage, Lebensspiegelungen, Verlag R. Reich, Basel, 1895 u. ö.
- Midaskinder, Verlag R. Reich, Basel 1898 u. ö.
- Ein Hausbuch aus deutscher Dichtung und Prosa. Zusammengestellt für die Zwecke des deutschen Unterrichts in Lehrerinnen-Seminaren und Fortbildungsklassen. Malsch & Vogel, Karlsruhe 1890 (2. Aufl. als Ein Hausbuch aus deutscher Dichtung und Prosa für die Zwecke der Frauenbildung, Verlag R. Reich, Basel 1901) u. ö.
- Aus der kleineren Zahl, Novellen, Helbing & Lichtenhahn, Basel 1904 u. ö.
- Zweistimmen, Novellen und Skizzen, Muhlmann, Halle a. S. 1909 u. ö.

postum veröffentlicht:
- Ein Ehzuchtbüchlein, mit Bildern von Rudolph Schäfer, Verlag Eugen Salzer, Heilbronn 1913 (u. ö.; Reprint Verlag Ernst Kaufmann, Lahr 2003, ISBN 978-3-7806-5273-7)
- Von Menschen, von Bildern und Büchern, Gesammelte Aufsätze, Verlag Eugen Salzer, Heilbronn 1913 u. ö.
- Sonnwärts, Erzählungen, Verlag Eugen Salzer, Heilbronn 1916 u. ö.
- Wem Zeit die Ewigkeit, Erzählungen und Skizzen, Verlag Eugen Salzer, Heilbronn 1919 u. ö.
- Briefwechsel zwischen Hermann Oeser und Dora Schlatter, Herausgeber: Emmy Oeser und Salomon Schlatter, mit Einleitung von Paul Jaeger, Verlag Eugen Salzer, Heilbronn 1920 u. ö.
- Ingenuina. Briefe und Tagebuchblätter; Herausgeber: Emmy Oeser, Verlag Eugen Salzer, Heilbronn 1931.
- Das Beste soll das Liebste sein, hrsg. v. Emmy Oeser. Werkauswahl, Verlag Eugen Salzer, Heilbronn 1949.